# Rozsnyai gyors nyelvmesterei
A Rozsnyai gyors nyelvmesterei – bármely nyelv alapos elsajátítására tanító nélkül egy Rozsnyai Károly (1862–1923) könyvkereskedő és -kiadó által alapított és kiadott, 1898 és 1923 között, Akantisz Viktorral (1864–1943) közösen megjelentetett könyvsorozat. A sorozat kereteiben kiadott, egyenként általában 40-60 oldalas, varrott papírkötésű kötetekből alapvető nyelvi tudást lehetett elsajátítani autodidakta módon.

## Kötetek

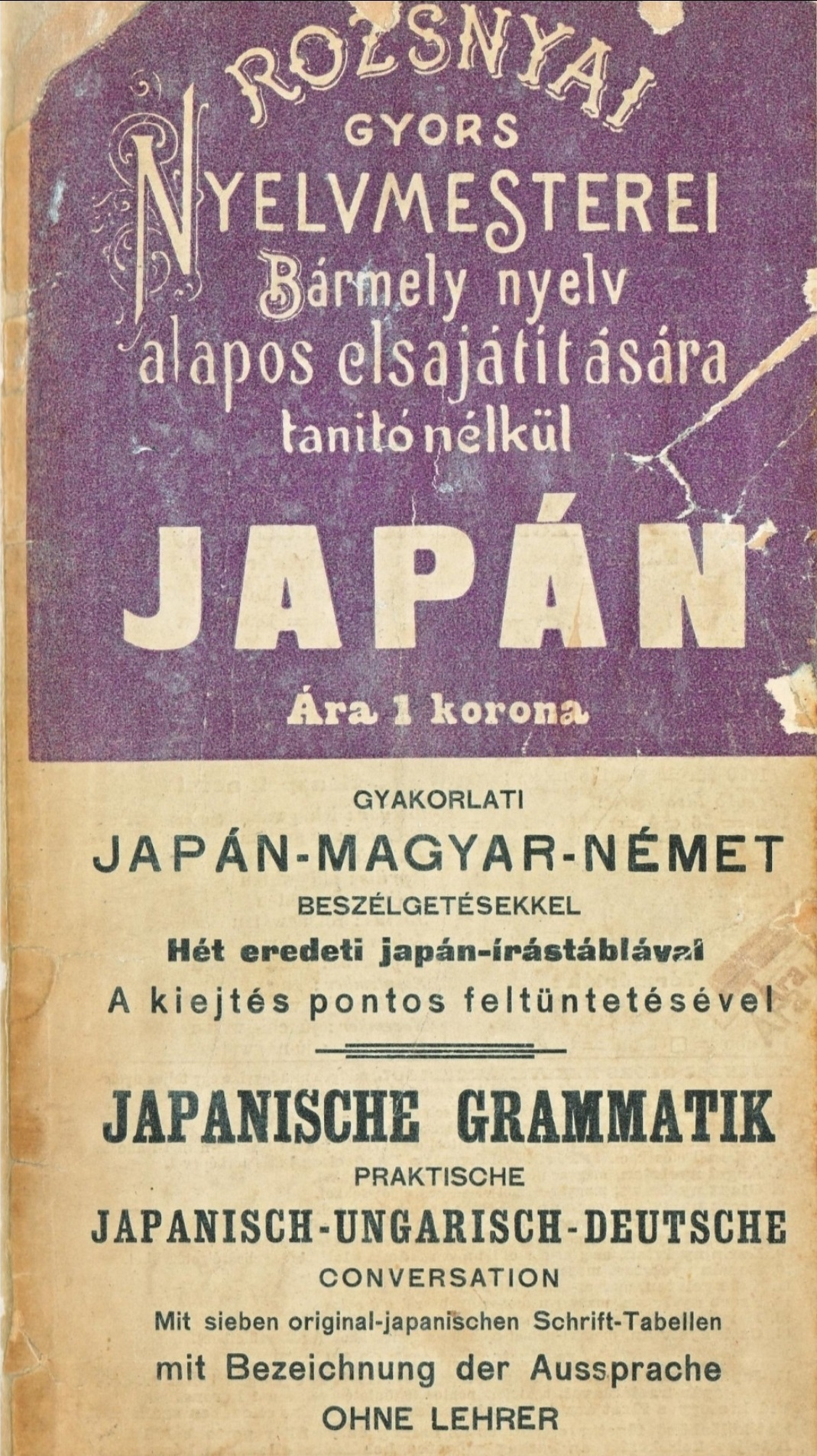
A Japán (1906) borítója

A könyvsorozat megjelent kötetei:
| Sorszám | Cím                | Megjelenés éve | Oldalszám |
| ------- | ------------------ | -------------- | --------- |
| 1.      | Ungarisch (magyar) | 1898           | 84        |
| 2.      | Német              | 1898           | 42        |
| 3.      | Franczia           | 1898           | 64        |
| 4.      | Angol              | 1898           | 80        |
| 5.      | Olasz              | 1898           | 55        |
| 6.      | Orosz              | 1898           | 35        |
| 7.      | Spanyol            | 1898           | 36        |
| 8.      | Portugál           | 1898           | 40        |
| 9.      | Latin              | 1898           | 49        |
| 10.     | Román              | 1899 k.        | 48        |
| 11.     | Tót                | 1905           | 48        |
| 12.     | Szerb              | 1900 k.        | 32        |
| 13.     | Horvát             | 1900           | 62        |
| 14.     | Cseh               | 1906           | 61        |
| 15.     | Japán              | 1906           | 64        |
| 16.     | Héber              | 1906           | 39        |
| 17.     | Lengyel            | 1906           | 60        |
| 18.     | Ujgörög            | 1906           | 39        |
| 19.     | Török              | 1909           | 49        |
| 20.     | Esperanto          | 1909           | 44        |
| 21.     | Bolgár             | 1910?          | 112       |
| 22.     | Holland            | 1920           | 48        |

## Kritikája
Bár a Rozsnyai gyors nyelvmesterei kétségkívül az egyik első autodidakta nyelvkönyvsorozat volt, Asbóth Oszkár nyelvész 1915-ben, a Nyelvtudomány című folyóirat V. kötet 4. számában a Bolgár című kötet számos hibájára felhívta a figyelmet. Asbóth primitívnek, hibásnak titulálta a kötet nyelvtani fejtegetéseit, és úgy fogalmazott, hogy „a bolgár ember is tanulhat belőle – egy kis magyar szót.”